# August Andreason
Johan August Andreason (i riksdagen kallad Andreason i Nygård), född 16 augusti 1847 i Bälinge församling, Älvsborgs län, död där 10 oktober 1928, var en svensk lantbrukare, hemmansägare och politiker.
Andreason var ledamot av riksdagens andra kammare 1887A–1890, invald i Vättle, Ale och Kullings domsagas valkrets i Älvsborgs län. Han tillhörde Lantmannapartiet 1887 och Nya lantmannapartiet 1888–1890.